# Natal'ja Antjuch
Natal'ja Nikolaevna Antjuch (in russo Наталья Николаевна Антюх?; Leningrado, 26 giugno 1981) è un'ostacolista e velocista russa, specializzata nei 400 metri piani e nei 400 metri ostacoli.
È stata campionessa olimpica dei 400 hs a Londra 2012 e campionessa mondiale della staffetta 4×400 metri a Helsinki 2005.

## Palmarès
| Anno | Manifestazione  | Sede       | Evento      | Risultato  | Prestazione | Note                                     |
| ---- | --------------- | ---------- | ----------- | ---------- | ----------- | ---------------------------------------- |
| 2001 | Mondiali        | Edmonton   | 400 m piani | Batteria   | 52"71       |                                          |
| 2002 | Europei indoor  | Vienna     | 400 m piani | Oro        | 51"65       |                                          |
| 2002 | Europei         | Monaco     | 4×400 m     | Argento    | 3'25"59     |                                          |
| 2003 | Mondiali indoor | Birmingham | 4×400 m     | Oro        | 3'28"45     |                                          |
| 2004 | Mondiali indoor | Budapest   | 4×400 m     | Oro        | 3'23"88     | [ 1 ]                                    |
| 2004 | Giochi olimpici | Atene      | 400 m piani | Bronzo     | 49"89       |                                          |
| 2004 | Giochi olimpici | Atene      | 4×400 m     | Argento    | 3'20"16     |                                          |
| 2005 | Mondiali        | Helsinki   | 400 m piani | Semifinale | 50"99       |                                          |
| 2005 | Mondiali        | Helsinki   | 4×400 m     | Oro        | 3'20"95     |                                          |
| 2006 | Mondiali indoor | Mosca      | 4×400 m     | Oro        | 3'24"91     |                                          |
| 2007 | Europei indoor  | Birmingham | 4×400 m     | Argento    | 3'28"16     |                                          |
| 2007 | Mondiali        | Osaka      | 400 m piani | 6ª         | 50"33       |                                          |
| 2007 | Mondiali        | Osaka      | 4×400 m     | 4ª         | 3'20"25     | Miglior prestazione personale stagionale |
| 2009 | Europei indoor  | Torino     | 400 m piani | 4ª         | 52"37       |                                          |
| 2009 | Europei indoor  | Torino     | 4×400 m     | Oro        | 3'29"12     |                                          |
| 2009 | Mondiali        | Berlino    | 400 m hs    | 6ª         | 54"11       |                                          |
| 2009 | Mondiali        | Berlino    | 4×400 m     | dq         | dq          |                                          |
| 2010 | Europei         | Barcellona | 400 m hs    | Oro        | 52"92       | Record dei campionati                    |
| 2011 | Mondiali        | Taegu      | 400 m hs    | Bronzo     | 53"85       |                                          |
| 2011 | Mondiali        | Taegu      | 4×400 m     | dq         | dq          |                                          |
| 2012 | Giochi olimpici | Londra     | 400 m hs    | Oro        | 52"70       | Miglior prestazione personale            |
| 2012 | Giochi olimpici | Londra     | 4×400 m     | dq         | dq          |                                          |
| 2013 | Mondiali        | Mosca      | 400 m hs    | Semifinale | 55"55       |                                          |
| 2013 | Mondiali        | Mosca      | 4×400 m     | dq         | dq          |                                          |

## Altre competizioni internazionali
2001
- Coppa Europa di atletica leggera ( Brema)

2004
- Coppa Europa di atletica leggera ( Bydgoszcz)
- 5ª alle World Athletics Final ( Monaco), 400 metri - 50"95

2005
- Coppa Europa di atletica leggera ( Firenze)
- 8ª alle World Athletics Final ( Monaco), 400 metri - 51"90

2006
- Coppa Europa di atletica leggera ( Malaga)

2010
- Campionati europei a squadre di atletica leggera ( Bergen)
- 4ª in Coppa continentale ( Spalato), 400 hs - 55"19